# Université Saint-Louis – Bruxelles
Die UCLouvain Saint-Louis – Bruxelles oder offiziell Université Saint-Louis – Bruxelles (deutsch Universität Saint-Louis) ist eine französischsprachige Hochschule mit Sitz in der belgischen Hauptstadt Brüssel.
Seit 2004 sind die Fakultäten Teil der Académie Louvain, dem Netz der französischsprachigen katholischen Universitäten Belgiens. 2007 begann ein Integrationsprozess in eine einzige katholische Universität.
An den drei Fakultäten (Philosophie, Philologie und Humanwissenschaften; Rechtswissenschaften; Ökonomie, Soziales und Politik) und dem Institut für Europastudien studieren etwa 3500 Studenten, die hier mehrheitlich einen Bachelor erlangen. Seit 2007 gibt es auch Master-Studiengänge.

## Geschichte
Die vorgenannten Fakultäten gingen 1858 aus einer katholischen Philosophenschule in der rue du Marais in Brüssel, dem Sitz der heutigen Hochschule, hervor. Eine Rechtsfakultät (fr. Faculté de Droit) gesellte sich schnell zur Fakultät der Philosophie und Philologie (fr. faculté de Philosophie, lettres et sciences humaines (FLTR)). 1891 wurden die Fakultäten als freie Universität anerkannt. 1965 wurden die Fakultät für Ökonomie, Soziales und Politik (fr. faculté des Sciences économiques, Sociales et Politiques (ESPo)) gegründet.
1969 entstand ein niederländischsprachiger Zweig, der sich 1973 vollständig abspaltete, die heutige Katholische Universität Brüssel.
2004 erfasste ein Brand die administrativen Gebäude. Die Gebäude der Bibliothek wurden durch die Löscharbeiten vernichtet. Die 2005 erbaute Bibliothek umfasst einige markante architektonische Teile der alten Bibliothek, zum Beispiel einen Teil einer imposanten Holztreppe.

## Alumni (Auswahl)
- Benoît Cerexhe, Minister der Region Brüssel-Hauptstadt
- Bernard Coulie, Rektor der Université catholique de Louvain
- Félicien Ntambue Kasembe (* 1970), kongolesischer Ordensgeistlicher, Erzbischof von Kananga